# Gare de Kaskinen
La gare de Kaskinen (en finnois : Kaskisten rautatieasema) est une gare ferroviaire de la ligne de Seinäjoki à Kaskinen. Elle est située à Kaskinen, dans la région d'Ostrobotnie en Finlande.

## Situation ferroviaire
La gare de Kaskinen est située sur la ligne Seinäjoki–Kaskinen. 

## Histoire
En 1912, sont construits sur le site un bâtiment voyageurs de style Art nouveau conçu par Thure Hellström et un hangar à locomotives à deux places, avec un petit château d'eau également construit à côté. La gare et la ligne sont mises en service en 1913. La voie allait jusqu'au port de Kaskinen qui était connue comme une ville portuaire. 
Les voies portuaires se sont étendues à plusieurs reprises dans les années 1980 et 1990. Le trafic a également augmenté pour l'usine de pâte à papier construite dans les années 1970 et qui a cessé ses activités en 2009,.
La gare de Kaskinen assurait du transport de passagers dans les années 1913–1956 et 1959–1964. Depuis, les besoins en transports publics de Kaskisten sont assurés par des bus.
Les fonctions de la gare ont été déplacées du bâtiment de la gare actuelle à l'entrepôt de marchandises en 1980, après quoi le bâtiment de la gare a été vendu pour abriter la maison de vente aux enchères. 
Les fonctions de la gare dans l'entrepôt de marchandises ont également diminué : la gare n'a plus de personnel depuis 2004.
De nos jours, le trafic de Kaskinen consiste principalement en des transports de marchandises du port de Kaskinen.
Le point le plus à l'ouest du réseau ferroviaire finlandais est situé dans les voies du port de Kaskinen.

## Service des voyageurs
Fermée.

## Service des marchandises
Ouvert mais sans personnel depuis 2004.

## Patrimoine ferroviaire
L'ancien bâtiment voyageurs et l'ancienne halle à marchandises sont toujours présents.